# Aspidolopha spilota
Aspidolopha spilota – gatunek chrząszcza z rodziny stonkowatych i podrodziny Cryptocephalinae.
Gatunek ten opisany został w 1831 roku przez Fredericka Williama Hope'a jako Cryptocephalus spilota. 
Chrząszcz o ciele długości około 6 mm. Ma niebieskawoczarne czułki z brązowawymi członami nasadowymi i niebieskawoczarne odnóża z brązowawymi goleniami i stopami. Ciemnoniebieska tarczka ma słabo zaznaczoną listewkę środkową. U nasady żółtego przedplecza biegnie niebieskawoczarna przepaska poprzeczna. Na pomarszczonych pokrywach znajdują się słabo wyniesione żeberka. Barwa pokryw jest żółta z ciemnoniebieskimi: kropką barkową, poprzeczną przepaską środkową i kropką wierzchołkową.
Owad znany z Sikkimu, Tajlandii i Nepalu.